# Maladera coxalis
Maladera coxalis är en skalbaggsart som beskrevs av Moser 1915. Maladera coxalis ingår i släktet Maladera och familjen Melolonthidae. Inga underarter finns listade i Catalogue of Life.